# 千波公園
千波公園（せんばこうえん）は、茨城県水戸市に位置する茨城県営及び水戸市営の都市公園（総合公園）。千波湖を中心に整備された計画面積84.9haの公園で、このうち南東岸の約6.4haが県の管理である。

## 概要
千波公園と偕楽園及び周辺の緑地等を合わせたエリアを総称「偕楽園公園」として、中心市街地に位置する都市公園としては、ニューヨークのセントラル・パークに次ぐ世界第2位の広さとなると広報されている。
2020年東京オリンピックの聖火リレーでセレブレーション会場となった、
聖火ランナーは公募により1万人程度が選ばれた、聖火リレーについて、
組織委員会は
スポンサー企業4社と各都道府県実行委員会が行ったランナー公募に延べ
53万5717件の応募があったと発表した。
2016年（平成28年）5月に策定された「偕楽園公園（千波公園等）整備基本計画」に基づき「千波公園（黄門像広場周辺地区）拠点整備事業」が進められている。この整備に先立ち、水戸観光コンベンション協会が運営する甘味処の好文茶屋が2024年（令和6年）5月6日に閉店した。
公募で最優秀提案に選定された計画では、公募対象公園施設としてマルシェ、物販施設、カフェ、レストラン、ベーカリー、スポーツラウンジ、サウナ 、交流スペース、コンディショニングセンターなど、特定公園施設としてトイレや防災倉庫、インフォメーション、休養施設、遊戯施設、石像、修景施設、芝生の広場などが設置されることになっている。

## 公園内の施設
- 千波湖
- 茨城県近代美術館
- ウォーキングコース（千波湖外周）
- せせらぎ広場
- ふれあい広場
- ハナミズキ広場
- さくら広場
- 児童広場
- 少年の森
- テニスコート
- ゲートボール場

## イベント
水戸黄門まつりの会場の一つとして使用されている。

## 周辺の施設
- 偕楽園
- 茨城県民文化センター

## 交通アクセス
- 水戸駅より徒歩15分、路線バスで「千波湖」下車
- 偕楽園駅（臨時駅。偕楽園梅まつり期間のみ）より徒歩数分